# Амимона
Амимона (др.-греч. Ἀμυμώνη) — персонаж древнегреческой мифологии, одна из пятидесяти данаид (дочерей царя Аргоса Даная). Возлюбленная Посейдона и мать Навплия.

## В мифологии

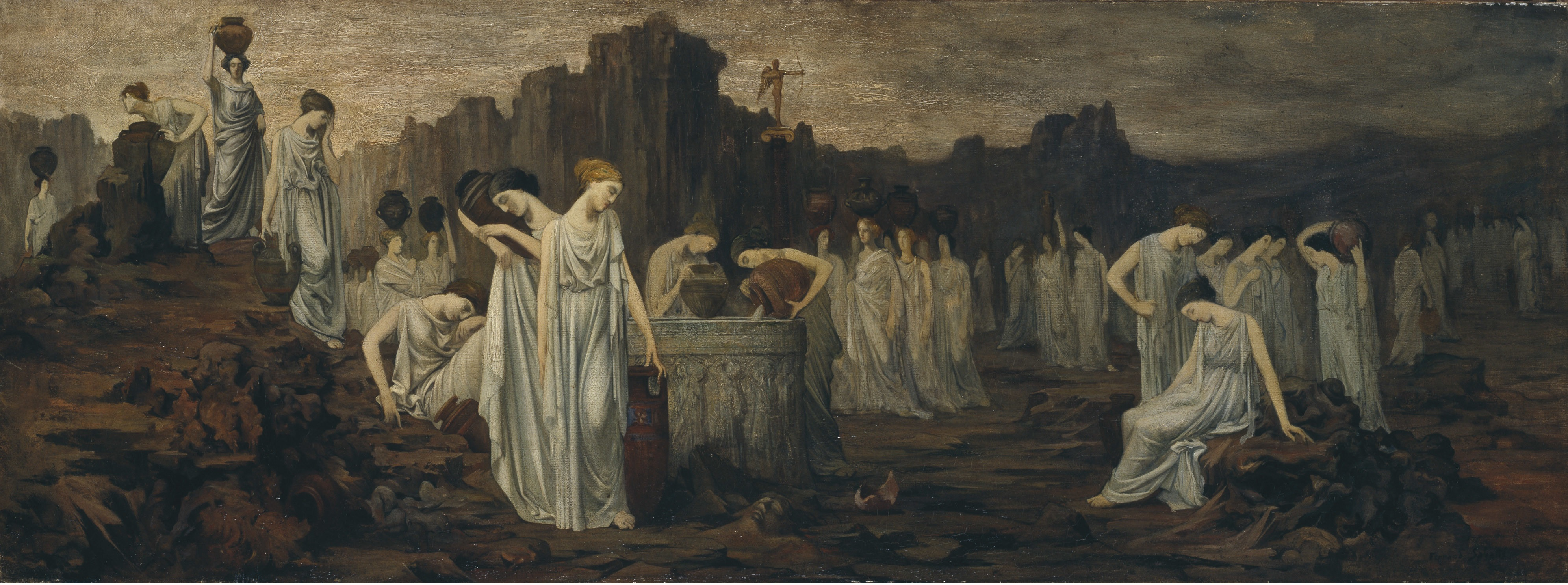
Фернан Сабатт. Дочери Даная. Около 1900 года

Амимона была дочерью героя из рода Эпафа Даная от его жены Европы. Вместе с отцом и сёстрами она бежала на 50-вёсельном корабле из Ливии в Элладу, спасаясь от двоюродных братьев Египтиадов: те хотели жениться на данаидах, а Данаю была предсказана гибель от руки зятя. Беглецы нашли приют в Аргосе, царём которого стал Данай. Окрестности города страдали от безводья, а потому царь разослал дочерей на поиски источников. Два античных автора, Псевдо-Аполлодор и Псевдо-Гигин, рассказывая в связи с этим об Амимоне, приводят разные детали. Согласно первому, во время поисков данаида решила поохотиться, но случайно попала дротиком не в оленя, а в спящего сатира; по данным второго, сатир набрёл на спящую Амимону. В любом случае сатир напал на данаиду и попытался её изнасиловать. Тут появился морской бог Посейдон, обративший сатира в бегство. Амимона разделила с богом ложе, и он указал ей источник. По другим данным, трезубец Посейдона, брошенный в сатира, вонзился в землю или в скалу, и, когда Амимона его выдернула, потекла вода. Образовавшийся таким образом источник получил название Амимоний, а позже его стали называть Лернейским. Согласно поздней версии, изложенной у Нонна Панополитанского, Амимона сама стала источником.
От Посейдона Амимона родила сына Навплия, эпонима города Навплия. Позже в Арголиду прибыли Египтиады и принудили Данаид к браку; Амимона стала женой либо Энкелада (по данным Псевдо-Аполлодора), либо Мидама (по данным Псевдо-Гигина). Однако в первую же брачную ночь она убила своего мужа кинжалом или булавкой, спрятанной в причёске, и то же самое сделали со своими мужьями все её сёстры, кроме Гипермнестры. Головы убитых они закопали на берегу реки Лерна, а тела похоронили за городской стеной. После этого данаиды прошли обряд очищения в водах Лернейского озера. В тот же день Данай нашёл для них новых мужей из числа победителей в состязаниях по бегу.
После смерти Амимона вместе с сёстрами понесла наказание за мужеубийство: в подземном царстве она вечно наливает воду в пробитую бочку.

## Память
В исторические времена в Арголиде существовала река под названием Амимона. Данаида стала заглавной героиней сатировской драмы Эсхила, трагедий и комедий других авторов (тексты этих пьес практически полностью утрачены). Сцену встречи Амимоны и Посейдона часто изображали античные художники.